# Corydalis brachyceras
Corydalis brachyceras là một loài thực vật có hoa trong họ Anh túc. Loài này được Lidén & Van De Veire mô tả khoa học đầu tiên năm 2008.